# 岡田米山人

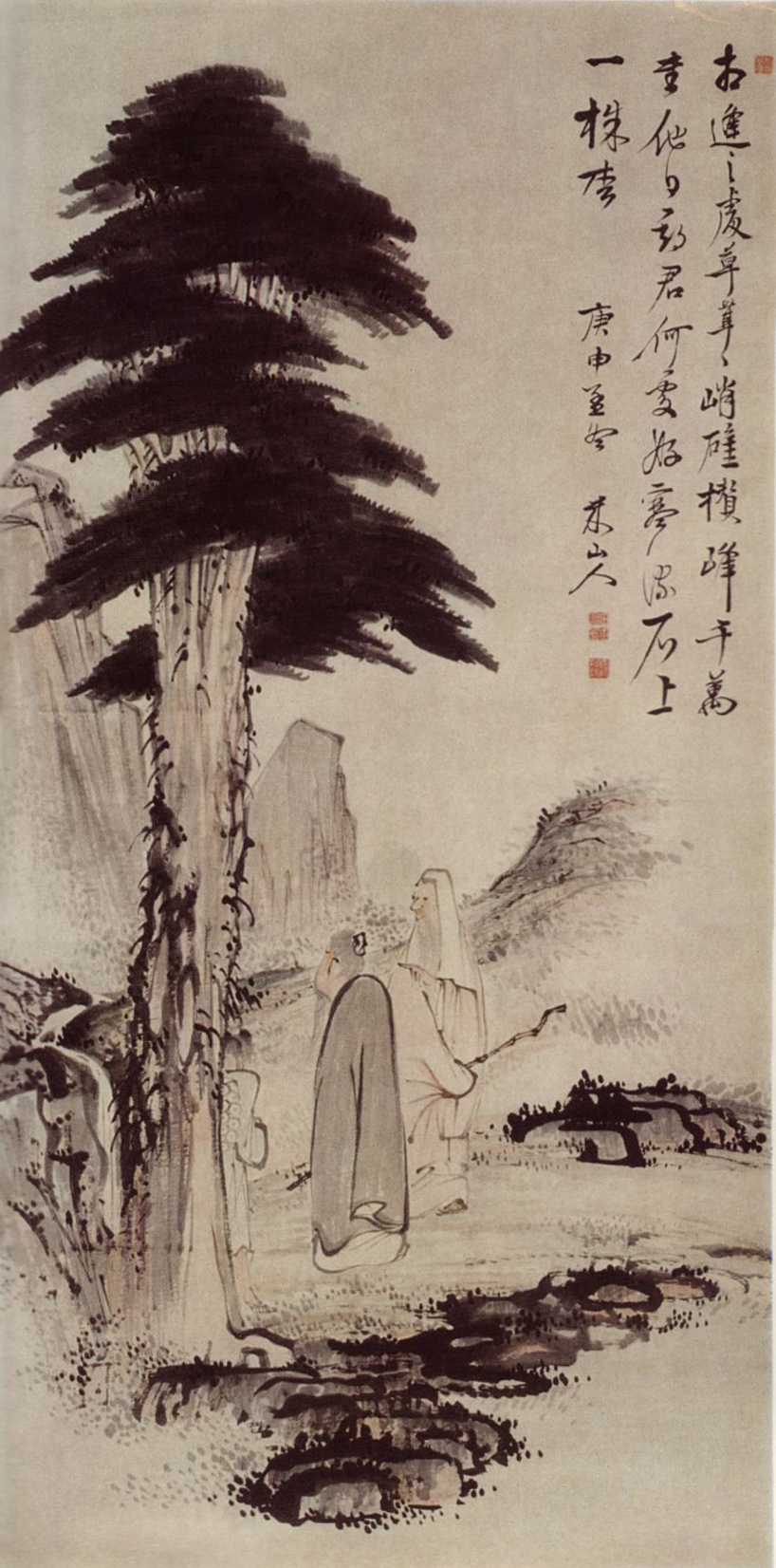
松下高士図 57歳の作 紙本着色

岡田 米山人（おかだ べいさんじん、延享元年（1744年） - 文政3年8月9日（1820年9月15日））は、江戸時代後期の大坂を代表する文人画家。岡田半江はその子（養子説有り）である。
通称を岡田彦兵衛、あるいは米屋彦兵衛（よねやひこべえ）と称し一説には彦吉とも称したという。名を国、字は士彦（しげん）、画号を米山人、米翁といった。

## 略伝
米山人の前半生の事績については詳しいことは伝わっていない。その生まれについても大坂説、神戸生田村説、丹波八木説などがある。まだ両親、兄弟、先祖についても全くわかっていない。
若いころ、播磨国神東郡剣坂村(兵庫県加西市西剣坂)の庄屋安積喜平治の寵愛を受け、同家に寓居し、日がな米をつきつつ寸暇を惜しんで書を読み熱心に詩作する。この評判が聞こえ郡代の前で幾たびか講義をすることもあった。妙齢になり大坂に出る意向を示すと喜平治より金銭的な支援を受け米屋を開業できた。この米屋は寒山寺裏長池（大阪市北区曽根崎一丁目、曽根崎天神付近）にあったと思われる。また安積家に仕えた乳母を喜平治の世話により妻に迎えている。画号の米山人も稼業の由来であろう。
大坂に移っても米臼をひきながら読書し余技に書画を嗜なみ、独学で経学を修め中国文人画の精髄を習得した。その評判は大坂中に聞こえ、ついに藤堂高朗の知るところになった。天明2年（1782年）のころ、商人でありながら伊勢国藤堂藩仕え、藤堂藩蔵屋敷内（大阪市北区天満橋2丁目）に移り住んだ。七里鎌倉兵衛が蔵屋敷の留守居（藩邸の最高責任者）であったがこの者の下役であったようだ。蔵屋敷の居宅の一部を画室として「正帆」と命名し、ここで多くの文人墨客と交わった。稼業の米屋は廃業せず以降も継続しのちに息子半江に引き継がれている。
39歳の時、長子半江が生まれる。妻は37歳の高齢であった。半江の号に小米を与えたが米芾親子を意識したものと思われる。なお半江はこの号の発音が小便に近いことからあまり好まなかったようだ。
65歳前後で下役を致仕。半江にこの職を譲り自らは源八渡し（大阪市北区天満橋2丁目）近辺の別宅に隠居した。懸案となっていた安積家の障壁画を半江と合作して完成させて安積喜平治の恩義に報いた。
70歳を超えた頃に飲酒と煎茶を嗜むようになったようだ。75歳の時、長年連れ添った妻を亡くし大きな衝撃を受ける。死を迎えるまでの遺された2年間に書画の創作活動はもっとも旺盛となった。享年77。
学問・画ともに独学であったがそれだけに典籍・書画の蒐集品にこだわり、明清元画・漢詩の典籍・日本の古書画など膨大な量が息子半江に遺されている。
米山人父子の墓は、はじめ東高津の直指庵、後に餌差町良専庵に移り、現在は上本町の参玄山妙中寺に移されている。

## 交遊
米山人は画業が評判になるとともに盛んに文人達との交流を深めた。親交の深かった木村蒹葭堂の『蒹葭堂日記』に米山人の名前が数十回も出てくる。当時、蒹葭堂を中心に文人のネットワークが存在しており、彼を介して多くの文人と知己になったと思われる。
米山人の居宅「正帆」には多くの文人が訪問している。田能村竹田・頼山陽・浦上玉堂・春琴・篠崎小竹・僧でありながら希代の蒐集家であった如意道人など。また隠棲先の源八渡しにも中西石焦・十時梅厓・海量上人・森川竹窓・鼎春嶽・藤堂高基・秦宗春など多数の名前が見られ文人のサロンとなっていたようだ。

## 画風

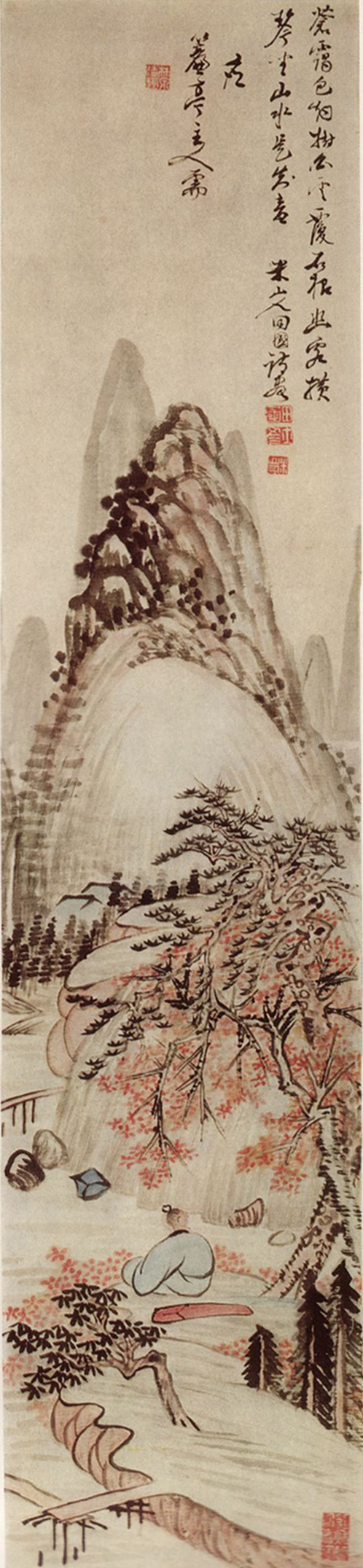
幽客横琴図 70歳の作 紙本着色

若き日の田能村竹田の才能を見ぬき彼を激励している。竹田もまた米山人を師と仰ぎ敬愛の気持ちを表している。竹田は「その画は拙なるに以て古、疎なるに以て厚、渾朴深潤なり」と米山人の作風を評価している。その意は年を取るごとに円熟し、独特の個性を大胆に表現する度肝を抜くような筆致、色鮮やかな彩色であることを褒めていると受け止められる。
米山人は明清元代の中国文人画を手本として、その画に写意を求め続けた。米芾・黄公望・倪雲林・沈石田・文徴明・董其昌・藍瑛・伊孚九・葉大年などの影響が見られる。木村蒹葭堂、十時梅厓とともに大坂文人画の重鎮とされている。
現在までに米山人の作品は200点程確認されている。

## 主な作品
- 「春景山水図」1804年　東京芸術大学
- 「幽客横琴図」
- 「松下高士図」
- 「桃源春暁図」
- 「松齢鶴算図」
- 「紫霊蒼竜図」1816年　大阪市立美術館
- 「竹林七賢図」　千葉市美術館[3]

## 脚註
1. ↑  宇都宮大潔『播磨奇人伝』（森銑三による指摘で近年事実と認められた）
2. ↑  『竹田荘師友画録』
3. ↑  “アートぷらざ 千葉市収蔵作品 竹林七賢図”. 千葉日報 (千葉日報社):  p. 朝刊 12. (1993年6月3日)